# 飓风莎瑞
飓风莎瑞（英語：Hurricane Shary）是2010年10月一直在北大西洋开放海域上空活动的一场持续时间较为短暂的热带气旋。系统源于中大西洋上空的弱对流区，于10月28日达到热带风暴强度，成为2010年大西洋飓风季第18场获得命名的风暴。气象机构起初预测莎瑞的风速不会超过每小时85公里，但气旋实际上却于10月30日从百慕大以东较远处洋面经过期间达到飓风的最低标准，成为本季第11场飓风。由于外界环境不利，风暴很快开始失去热带天气系统特征，美国国家飓风中心于当晚发布最后一份公告，宣布莎瑞已退化成温带气旋。
气旋对陆地产生的影响很小，百慕大降下小雨，岛上的阵风时速即便是在风暴距离最近时也没有超过55公里。

## 气象历史
2010年10月下旬，美国国家飓风中心开始对一片锋面系统南部边缘沿线的弱天气区进行监控，这片组织混乱的天气区还同波多黎各东北偏东方向一片广阔的表面槽相互关联。受西南方向逐渐减退的上层低气压影响，系统断断续续地产生时而密集时而稀疏的对流，引发局部雷暴和降雨。由于系统行经海域环境渐趋有利，对流活动也逐渐增强。协调世界时10月28日中午12点左右，卫星图像显示低压槽内似乎有下层低气压形成，美国国家飓风中心认为系统有很大可能会发展成热带或亚热带气旋。环流中心这时仍然很混乱，但到这天晚上已经有所改善，并包含有一定的对流。由于系统的风力半径很小，因此上层低气压虽然仍在左近，但已在风力半径的西南方向以外，这种结构在亚热带气旋中非常少见。美国国家飓风中心因此于10月29日凌晨0点将系统归类为热带风暴并以“莎瑞”（Shary）命名，但经过飓风季过后的重新分析，该机构确认10月28日下午18点时，百慕大东南偏南方向约830公里洋面就已形成热带低气压。美国国家飓风中心还在为风暴命名的同时指出，气旋的持续时间不长，会在48小时内与冷锋合并。

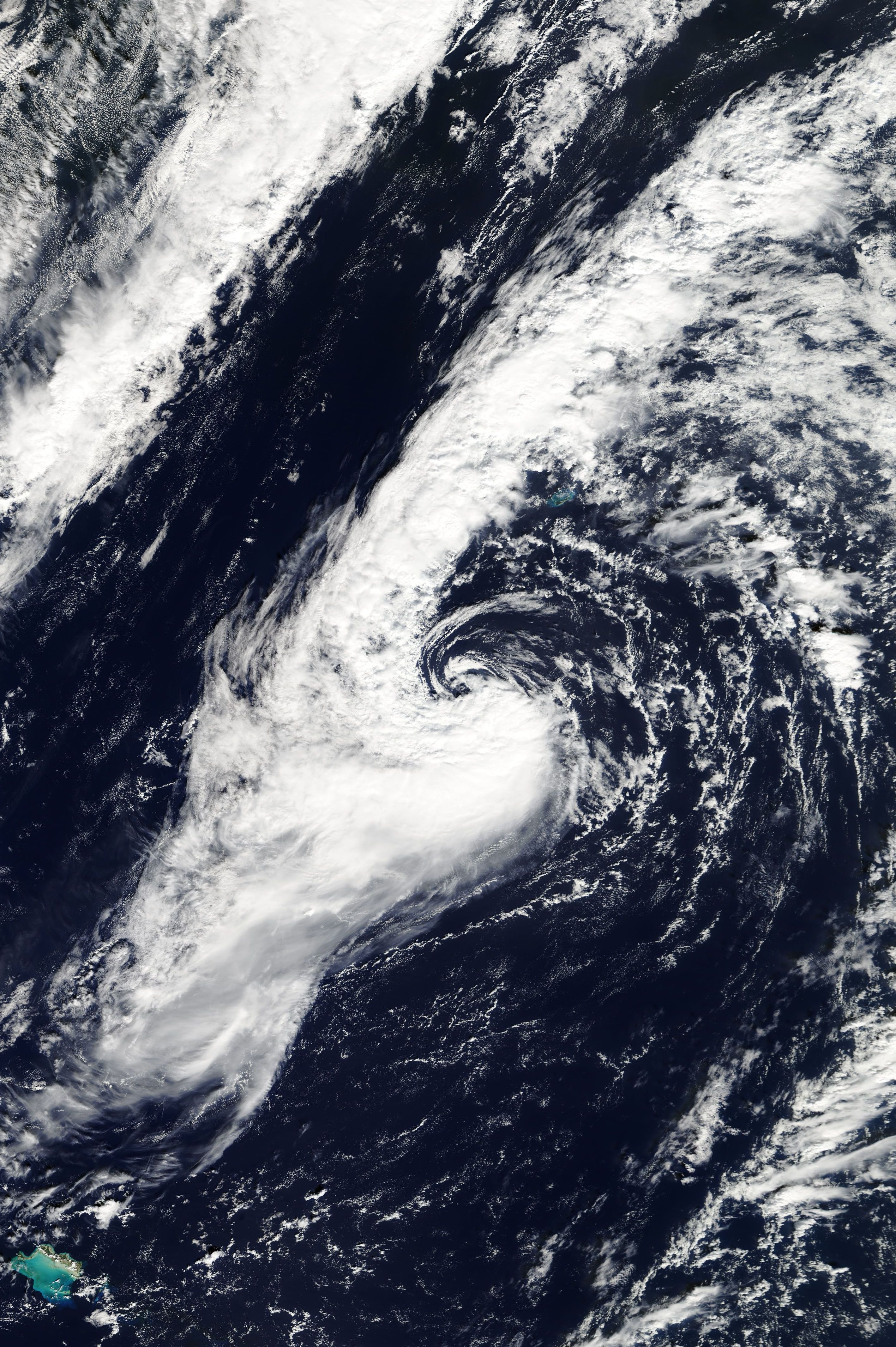
热带风暴莎瑞逼近百慕大

受上层低气压和东北方向的中层高压脊影响，莎瑞在两者间转向西北方向移动，系统逐渐同上层低气压分离，云层格局变得更加规则。次日清晨，虽然中心仍然部分暴露在外，但对流已经在西侧半圆内稳步深化。但随着风暴移动至上层低气压北侧，气旋上空的北向风切变增多，内部核心中的对流也移动到中心以南。随着莎瑞的前进速度大幅放缓，干燥空气开始把风暴的东部和东北部象限包裹起来，对流因此受到一定程度的侵蚀。由于上层低气压的影响逐渐减小，风暴恢复蜿蜒北上的前进方向，气象机构预计，由于高空大气环境只有小幅改善，因此莎瑞的强度也只会出现小幅回升。但是，有多个预测模型认为气旋会在36小时内达到飓风标准，美国国家飓风中心对此表示，由于风切变非常强，海面温度也很低，莎瑞基本上不可能达到飓风强度。然而，飓风猎人侦察机测得的数据表明气旋的最大持续风速逐渐走高，最低中心气压也在降低，对流于当晚再度爆发并迅速在东面扩张开来。当天深夜，雷暴活动进一步强化，中心附近对流也均匀对称地深化，从微波图像上还可以看到很小的眼状特征发展出来。虽然德沃夏克分析法获得的结果还远远没有达到飓风强度标准，但莎瑞还是在10月30日以风力时速120公里强度被升级成一级飓风，多位专家称，风暴的规模非常小，如果没有微波卫星图像根本无法发现。达到这一强度时，莎瑞已经盘距在深层西南向中纬度气流内，并因此加速向东北方向前进。
飓风继续加速移动，行经洋面水温逐渐降低，其西侧不远处还有强劲的冷锋。莎瑞的对流逐渐变得不对称，但微小的风眼在微波图像上仍然清晰可见。短短几小时内，气旋同冷锋迅速发生相互影响，表明风暴正在向温带气旋转变。气旋相空间图的数据表明，莎瑞最终是在纽芬兰岛开普雷斯（Cape Race）东南偏南方向约885公里洋面完全转变成温带气旋，美国国家飓风中心随即停止发布公告。当晚，飓风莎瑞的温带残留完全被邻近的冷锋吸收。

## 防灾措施和影响
10月28日，美国国家飓风中心针对莎瑞发布首份公告，百慕大政府随后立即向全岛发布热带风暴警告。捷蓝航空因风暴而取消多架从美国飞往百慕大的航班。连接圣大卫岛和百慕大主岛的低洼堤道安排在当地时间10月29日晚上19点关闭，另外还有多场球赛因此取消。哈密尔顿教区到圣乔治岛之间的轮渡服务暂时中止。地方官员敦促居民稳固船只，以防万一。10月29日，由于气旋已不再对百慕大构成威胁，之前发布的热带风暴警告相应取消。
莎瑞尚未登陆百慕大就已转向，因此对岛上产生的影响很小。风暴期间岛上降雨量仅有14毫米，阵风时速也没有超过55公里。